# Сайкін Валерій Тимофійович
Валерій Тимофійович Сайкін (3 серпня 1937, Кожухово у складі міста Москви, тепер Російська Федерація — 8 червня 2024, місто Москва, Російська Федерація) — радянський державний діяч, генеральний директор Московського автомобільного заводу імені Лихачова, голова виконавчого комітету Московської міської ради народних депутатів, заступник голови Ради міністрів Російської РФСР. Член ЦК КПРС у 1986—1990 роках. Депутат Верховної Ради СРСР 11-го скликання. Депутат Державної думи Російської Федерації 3-го скликання (1999—2003). Віцепрезидент громадської організації Російська академія транспорту (РАТ), академік РАТ.

## Життєпис
Народився в багатодітній родині робітника. Батько загинув на фронтах Другої світової війни.
У 1952 році закінчив московську семирічну школу № 509. У 1952—1956 роках — учень Московського автомеханічного технікуму.
У 1956—1971 роках — формувальник-заливник ливарного цеху, майстер дільниці точного лиття, старший інженер-технолог ливарного цеху, начальник технічної частини корпусу сірого чавуну, заступник начальника цеху, головний металург Московського автомобільного заводу імені Лихачова (ЗІЛ).
У 1964 році без відриву від виробництва закінчив Всесоюзний заочний машинобудівний інститут із спеціальності машини і технологія ливарного виробництва.
Член КПРС з 1966 року.
У 1971—1979 роках — заступник головного інженера виробничого об'єднання «Московський автомобільний завод імені Лихачова» (ВО «ЗІЛ») з металургійного виробництва.
У 1979—1982 роках — 1-й заступник генерального директора, у 1982 — січні 1986 року — генеральний директор виробничого об'єднання «Московський автомобільний завод імені Лихачова» (ВО «ЗІЛ»).
3 січня 1986 — 14 квітня 1990 року — голова виконавчого комітету Московської міської ради народних депутатів.
13 квітня — 14 липня 1990 року — заступник голови Ради міністрів Російської РФСР.
У серпні 1990 — квітні 1991 року — 1-й заступник голови Бюро Ради міністрів СРСР із машинобудування. У квітні — серпні 1991 року — заступник голови Державного Комітету СРСР із машинобудування.
У 1991—1992 роках — головний інженер виробничого об'єднання «Московський автомобільний завод імені Лихачова».
У 1992—1995 роках — генеральний директор Московського автомобільного заводу імені Лихачова (ЗІЛ). З 1995 року — президент акціонерного товариства «АМО—ЗІЛ».
У 1996—1999 роках — голова Комітету у справах про неспроможність (банкрутство) Уряду Москви; директор територіального агентства по місті Москві Федеральної служби Росії з фінансового оздоровлення і банкрутства.
У 1999—2003 роках — депутат Державної думи Росії 3-го скликання від КПРФ. У 2000—2002 роках — голова Комітету з праці і соціальної політики та у справах ветеранів Державної думи Росії. Член бюро Московського міського комітету КПРФ.

## Нагороди і звання
- орден Леніна (1986)
- орден Жовтневої Революції (1981)
- орден Трудового Червоного Прапора (1971)
- орден Дружби народів (25.10.1993)
- орден Пошани (Російська Федерація) (24.09.2007)
- медаль «За доблесну працю. В ознаменування 100-річчя з дня народження Володимира Ілліча Леніна» (1970)
- медаль «За трудову відзнаку» (1971)
- медаль «У пам'ять 850-річчя Москви»
- медалі
- звання «Заслужений машинобудівник Російської Федерації» (6.10.1997)
- Державна премія СРСР (1982)